# Myrmarachne pectorosa sternodes
Myrmarachne pectorosa là một phân loài nhện trong họ Salticidae.
Loài này thuộc chi Myrmarachne. Myrmarachne pectorosa sternodes được Tord Tamerlan Teodor Thorell miêu tả năm 1890.